# Ngựa kéo Estonia
Ngựa kéo Estonia, còn được gọi với cái tên Ngựa Eston-Arden (tiếng Estonia: Eesti raskeveohobune) là một giống ngựa dự thảo được phát triển ở Estonia. Giống ngựa này được phát triển từ việc phối giống giữa ngựa bản địa Estonia và ngựa Ardennes Thụy Điển và chính thức được chính phủ Estonia công nhận vào năm 1953. Số lượng ngựa giống này đã suy giảm kể từ đầu những năm 1990 và lai cận huyết là mối quan tâm đáng kể và giống này được coi là một giống đang bị đe dọa bởi chính phủ Estonia. Mặc dù ban đầu được sử dụng cho các công việc đồng áng nặng nhọc, hiện nay chúng được sử dụng chủ yếu để làm vườn quy mô nhỏ.

## Lịch sử
Ngựa bản địa Estonia được lai với Ngựa giống Ardennes Thuỵ Điển để tạo ra một giống ngựa kéo cày mạnh mẽ nhưng nhanh nhẹn. Một cuốn sách về giống được thành lập vào năm 1921, và giống này được chính phủ Estonia công nhận chính thức vào năm 1953.
Tính đến ngày 1 tháng 1 năm 2009, đã có 233 con ngựa đã đăng ký, bao gồm 84 con ngựa cái giống và sáu con giống đực giống. Tại thời điểm đó, mối quan tâm đã được nâng lên về việc tăng lượng cận huyết dẫn đến giảm sức khỏe và hiệu quả sinh sản và tăng số lượng các đặc điểm không mong muốn. Tất cả sáu con ngựa đực giống được coi là thuần chủng, và ba con trong số đó lại có liên hệ chặt chẽ với nhau. Do số lượngngựa thấp và trữ lượng giống hạn chế, việc lai cận huyết gần như là điều không thể tránh khỏi. Tính đến năm 2011, giống ngựa này được coi là có nguy cơ tuyệt chủng và được tìm thấy chủ yếu ở các hạt Lääne-Viru và Ida-Viru.